# Weinbourg
Weinbourg è un comune francese di 466 abitanti situato nel dipartimento del Basso Reno nella regione del Grand Est.

## Storia

### Simboli
Lo stemma è presente nell'Armorial Général de France del 1696.

## Società

### Evoluzione demografica
Abitanti censiti
Nel 2009 contava 439 abitanti.